# 1 E6 m
Pour aider à comparer les ordres de grandeur des différentes longueurs, voici une liste de longueurs de l'ordre de 106 m, soit 1 000 km ou 1 Mm (mégamètre) :
- 1 060 km : diamètre de Téthys, un des plus grands satellites de Saturne
- 1 118 km : diamètre de Dioné, un des plus grands satellites de Saturne
- 1 158 km : diamètre d'Ariel, un des plus grands satellites de Uranus
- 1 169 km : diamètre d'Umbriel, un des plus grands satellites de Uranus
- 1 186 km : diamètre de Charon, le satellite de Pluton
- 1 280 km : diamètre de l'objet transneptunien (50000) Quaoar
- 1 320 km : longueur du Rhin
- 1 572 km : longueur de la Suède du Nord au Sud
- 1 578 km : diamètre de Titania, la plus grande lune d'Uranus
- 1 600 km : longueur du Nil Bleu
- 2 000 km : distance de Pékin à Hong Kong, à vol d'oiseau
- 2 320 km : diamètre de Pluton
- 2 707 km : diamètre de Triton, le plus grand satellite de Neptune
- 2 800 km : largeur la plus courte de l'Océan Atlantique (Brésil-Afrique de l'Ouest)
- 2 850 km : longueur du Danube
- 3 122 km : diamètre d'Europe, satellite de Jupiter
- 3 475 km : diamètre de la Lune
- 3 643 km : diamètre de Io, satellite de Jupiter
- 3 690 km : longueur de la Volga, plus longue rivière d'Europe
- 3 700 km : longueur du Nil Blanc
- 4 241 km : longueur du fleuve Mackenzie
- 4 260 km : longueur de la Léna
- 4 350 km : longueur du fleuve Jaune
- 4 410 km : longueur de l'Amour
- 4 821 km : diamètre de Callisto, satellite de Jupiter
- 4 879 km : diamètre de Mercure
- 5 100 km : distance de Dublin à New York à vol d'oiseau
- 5 150 km : diamètre de Titan, plus grand satellite de Saturne
- 5 262 km : diamètre de Ganymède, plus grand satellite de Jupiter et du système solaire
- 5 584 km : longueur du Nil, mesuré depuis le lac Victoria jusqu'à la Méditerranée
- 5 650 km : longueur des côtes de Nouvelle-Zélande
- 6 270 km : longueur du système Mississippi - Missouri
- 6 371 km : rayon de la Terre
- 6 380 km : longueur du Chang Jiang
- 6 400 km : longueur de la Grande Muraille de Chine
- 6 400 km : longueur approchée de l'Amazone
- 6 695 km : longueur totale du Nil, depuis la source du Ruvyironza, plus long tributaire du lac Victoria, jusqu'à la Méditerranée
- 6 792 km : diamètre de Mars
- 8 200 km : distance de Dublin à San Francisco à vol d'oiseau
- 9 289 km : longueur du Transsibérien